# ウィナル
ウィナル（Winal、Uinal）はマヤ文明の長期暦で20キンからなる一月を表す。18ウィナルで1年に近い360キン、すなわち１トゥンとなる。それぞれのウィナルには、守護神がいて、そのための祭儀が行われたとディエゴ・デ・ランダは、『ユカタン事物記』に記している。ウィナルは、石碑に、人間とカエルのような神を組み合わせた「全身体」で表現される場合もあった。

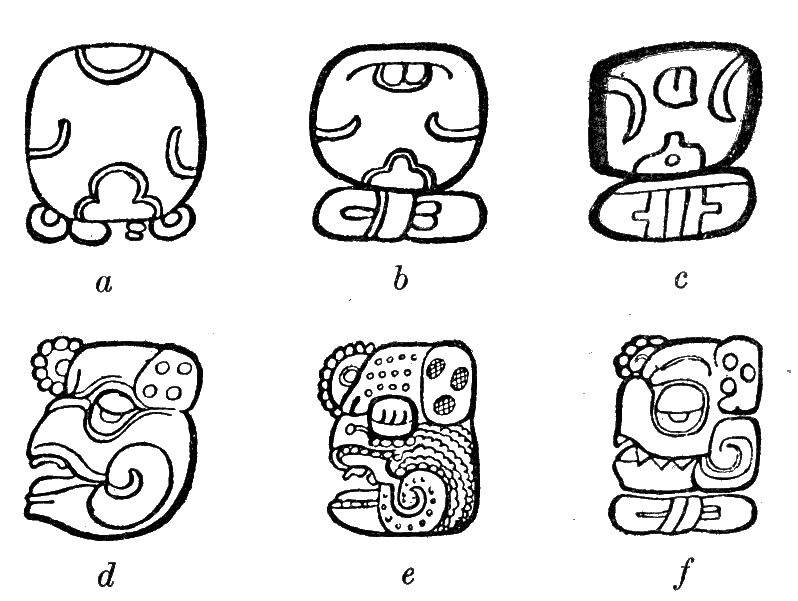
ウィナルを表す文字のいろいろ。モーリー(1915)より。
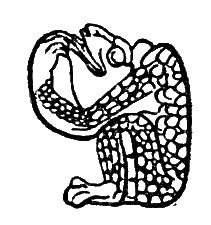
キリグア石碑Dのウィナル。モーリー(1915)。

ウィナルというのはユカテコ語の名称であり、古典期のマヤ人は「20」を意味するウィニク(winik)と呼んだ。